# Juan José Cuadros Pérez
Juan José Cuadros Pérez (Palencia, 9 de octubre de 1926 - Madrid, 27 de mayo de 1990) fue un poeta y escritor español.
Su padre, Juan José Cuadros, natural de Beas de Segura (Jaén) trabajó de funcionario técnico de Correos. En la década de 1920 estuvo destinado en Palencia y allí conoció a Josefa Pérez, palentina, de profesión maestra nacional. Se casó con ella y tuvieron cuatro hijos de los cuales Juan José sería el primogénito. Cuando Juan José tenía tres años de edad sus padres retornaron a Beas de Segura, municipio perteneciente a la sierra de Segura en Jaén. Sus primeros estudios los comenzó en Beas hasta primero de bachillerato y en 1941 se trasladó a Baeza para continuar sus estudios en el mismo instituto donde años antes impartió clases el poeta Antonio Machado, que influyó en cierta medida en Juan José por su inclinación a la literatura. De joven fue buen observador, apasionado por el paisaje y el paisanaje, y pronto comenzó a dar sus primeros pasos en la poesía.
En 1945 partió para Madrid y empezó a estudiar ciencias exactas en la facultad de ciencias. Luego tuvo que dejar los estudios, se presentó como opositor al cuerpo de topógrafos y sacó plaza en el Instituto Geográfico Nacional lo que le obligó a instalarse definitivamente en Madrid donde compaginaba su trabajo de topógrafo con su afición a la prosa y la poesía. En Madrid conoció a la farmacéutica Maruja Fernández de Ayala con quien se casó y fruto del matrimonio nació su única hija, Almudena. Gracias al trabajo de su mujer conoció a otros poetas vinculados con la rama de farmacia como Federico Muelas y Rafael Palma. Estos organizaban en sus respectivas reboticas tertulias con la asistencia entre otros de: José García Nieto, Santiago Amón, Ramón de Garciasol, etc. También fueron frecuentes sus visitas a las tertulias del Café Gijón y del Café Comercial.
Tras la muerte de su madre en 1958 sintió una especial nostalgia por su tierra natal y desde entonces realizó frecuentes visitas a Palencia. Allí conoció a otros poetas y pronto se compenetró con ellos integrándose en el grupo de la revista Rocamador. A partir de esa fecha inició una intensa etapa de publicaciones en diferentes diarios y revistas y participó en distintas tertulias literarias. Su trabajo de topógrafo también le brindó la oportunidad de visitar prácticamente la totalidad de la geografía española.

## Biografía

### Infancia
Nació en Palencia en la calle Barrio y Mier y muy pronto, con solo tres años de edad, la familia retornó a las raíces paternas en la localidad de Beas de Segura. Allí pasó la primera década de su vida, conoció a su familia paterna y convivió durante esos años con ellos pero su abuelo Antonio, panadero de profesión, no estaba muy conforme con el nombre del nieto y le llamaba «Toñín». De él aprendió las costumbres, los lugares, el trato con la gente y todo el entorno que rodeaba al abuelo.
De niño era rubio y de ojos azules por lo que en el pueblo llamaba la atención. Trascurrieron esos años de la niñez y conoció a nuevos amigos e hizo de las calles y plazas del pueblo su escenario de juegos y correrías como el callejón del Repullete, la calle de Enmedio, o la barbacana del Paseo con su amigo Miguel Ojeda, el tío Pepe o Antonio Llavero al que le dedicó el librillo, Aquí se dice de un Pueblo. Esa etapa de su vida le quedó marcada en sus recuerdos y años más tarde la reflejó en sus poemas.
En Beas de Segura vivió esos fatídicos años de la guerra civil española, y aquellos recuerdos vividos se le quedaron grabados para siempre en la memoria. Uno de ellos en el año 1939 con el traslado de su padre a Barcelona y al año siguiente tuvo que salir exiliado de España al sur de Francia y de allí a París, y de nuevo volvió al sur francés donde se instaló para estar más cerca de España hasta su retorno en 1948. Ese vacío paternal en su adolescencia marcó una triste etapa que superó con entereza y en esos años tuvo que ser su madre la encargada de su cuidado y educación. El otro acontecimiento fue la pérdida de dos de sus hermanos, Carlos y Alfonso, en edades muy tempranas y solo quedó Germán que se instaló en Cuenca.
De Beas le quedó un buen recuerdo de su maestro D. Luis Ardoy al que luego le dedicó un poema en el libro Niño sin amigos y le escribió otro en Aquí se dice de un Pueblo. En este librito de poemas dejó bien reflejado lo más representativo del pueblo: la patrona, la profesión de su abuelo, los pineros, la lluvia y lo cierra con el aceite, principal riqueza económica de Beas y exteriorizó todo lo vivido en Beas en su libro Tiempo rescatado con minuciosos detalles de esos años de su niñez.

### Estudios

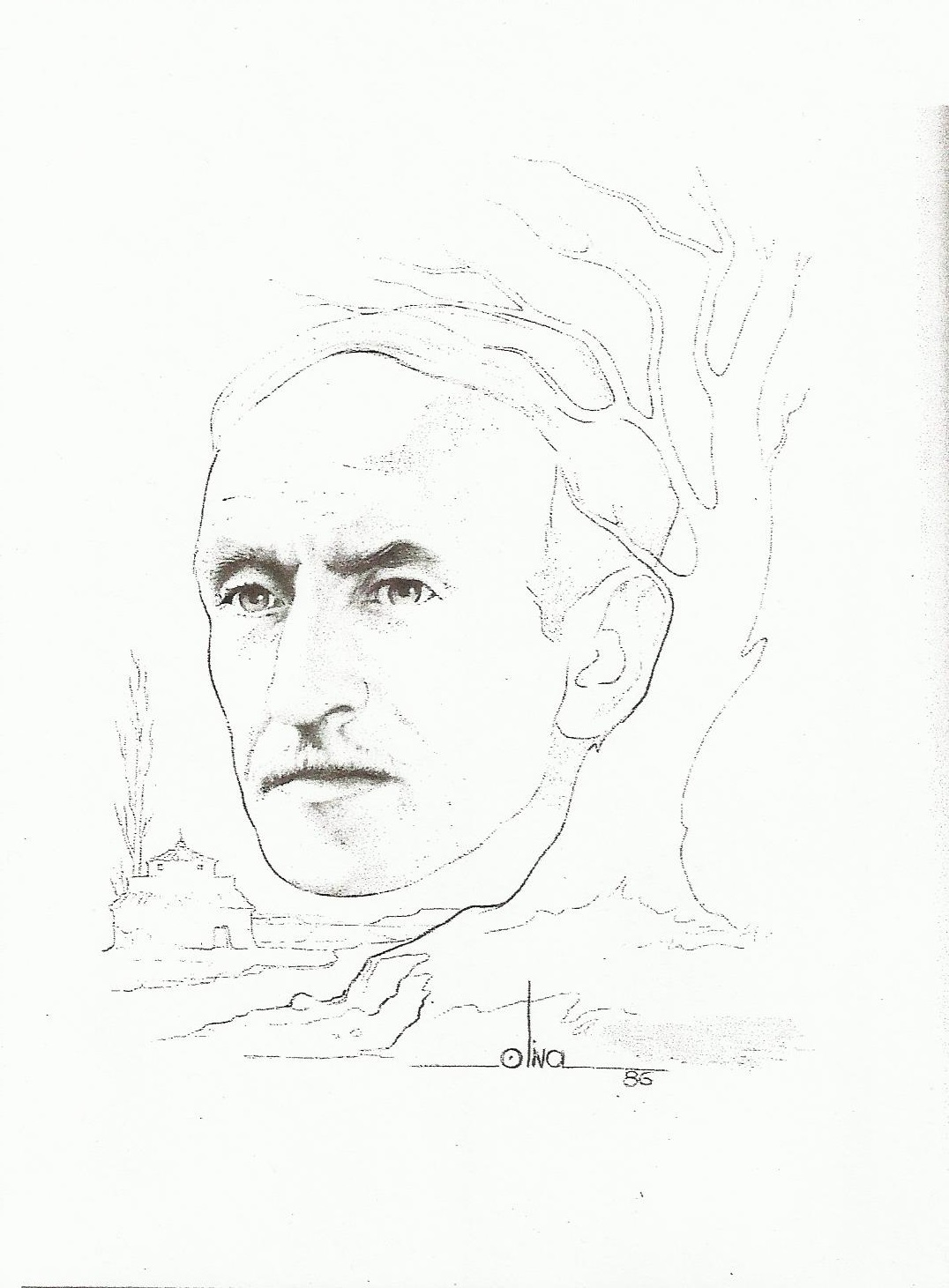
Dibujo a carboncillo de Juan José Cuadros hecho por Rafael Oliva en el año 1986.

Desde muy joven dio muestras de buena inteligencia, carácter, buen observador e imaginativo. Sus primeros estudios los realizó en Beas de Segura hasta primero de bachillerato y de esta época le quedaron grabados los recuerdos de esos dos místicos universales: Santa Teresa de Jesús y San Juan de la Cruz que también los dejaron en su día en el pueblo Una vez finalizada la guerra civil se trasladó a estudiar a Baeza (Jaén) en el curso 1941-1942 donde concluyó el bachillerato en el mismo instituto que años antes ejerció de profesor de francés Antonio Machado. Aquellos recuerdos de Machado le influyeron para decidirse por la literatura y en especial por la poesía.
Después de su marcha a Baeza y sus vueltas a Beas en fines de semana, fiestas y vacaciones de verano participó en unos campamentos de verano que se organizaban para jóvenes de entre 14 y 17 años. Asistió a uno de ellos en la zona de Morciguillinas en la sierra de Segura y por sus dotes literarias los superiores lo nombraron cronista del campamento, por lo que empezó a escribir el diario con todos los sucesos de relevancia acontecidos. Allí conoció a jóvenes de municipios de la comarca de la sierra de Segura con los que trabó muy buena amistad y a los que, años más tarde, vio con alguna visita esporádica que aprovechaba para recoger datos a modo de bosquejos de todos los pueblos de la sierra. Los compañeros del servicio de publicaciones del instituto le ofrecieron publicar un trabajo suyo de la sierra de Segura que fue su primer libro en prosa y que, casualmente, salió a la luz tres días antes de su muerte: Viaje a la Sierra de Segura.
En 1945 acabó el bachillerato en Baeza, pasó la reválida en la universidad de Granada y se trasladó a Madrid para proseguir sus estudios en la Real Academia. Había decidido estudiar ciencias exactas pero en aquellos años de posguerra, los recursos económicos eran bien escasos por lo que se vio obligado a alternar los estudios con el trabajo y tuvo que desistir de ello. Como eran imposibles sus objetivos se marcó otros derroteros y se presentó a las oposiciones al Cuerpo de Topógrafos que sacó con gran esfuerzo por lo que pudo empezar a trabajar en el Instituto Geográfico Nacional de España hasta sus últimos días. Desde que se instaló en Madrid no dejó de visitar su tierra. En Madrid conoció a Maruja Fernández de Ayala con quien se casó y tuvieron una hija, Almudena. Maruja y Almudena siempre estuvieron presentes en su obra literaria a través de sus dedicatorias a ellas.

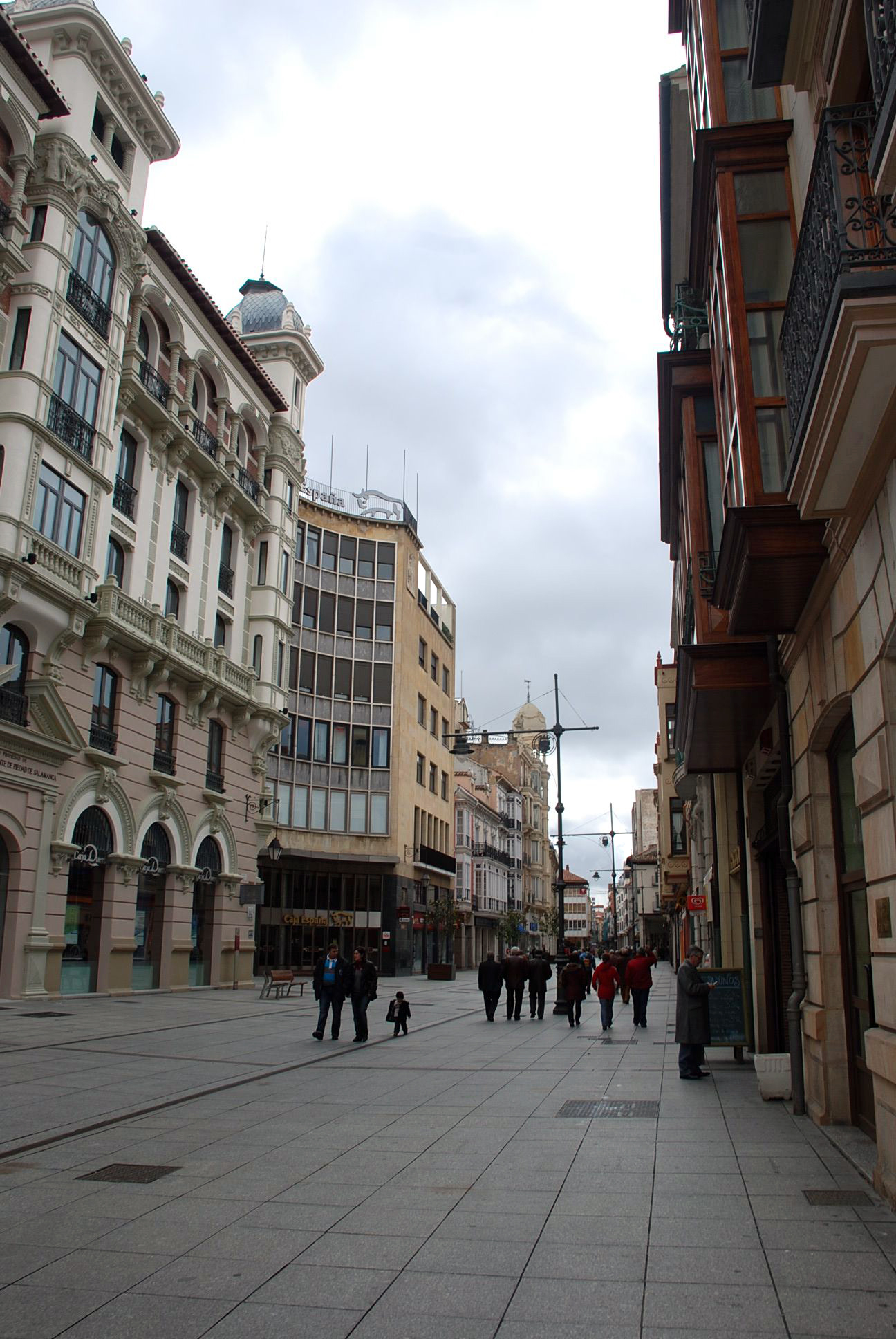
Calle Mayor de Palencia cerca de la calle Barrio y Mier, donde nació el poeta.
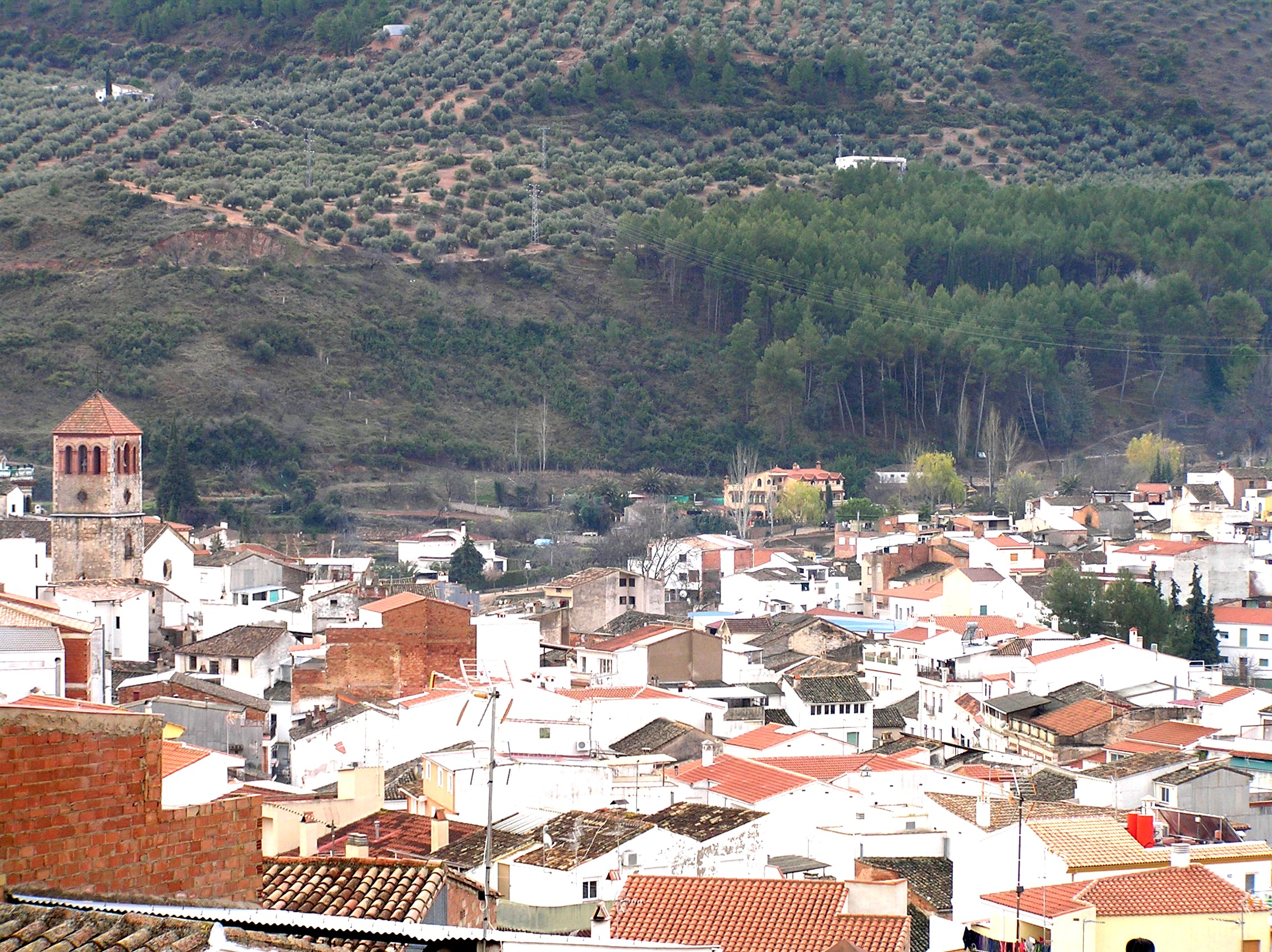
Vista panorámica Beas de Segura (Jaén)
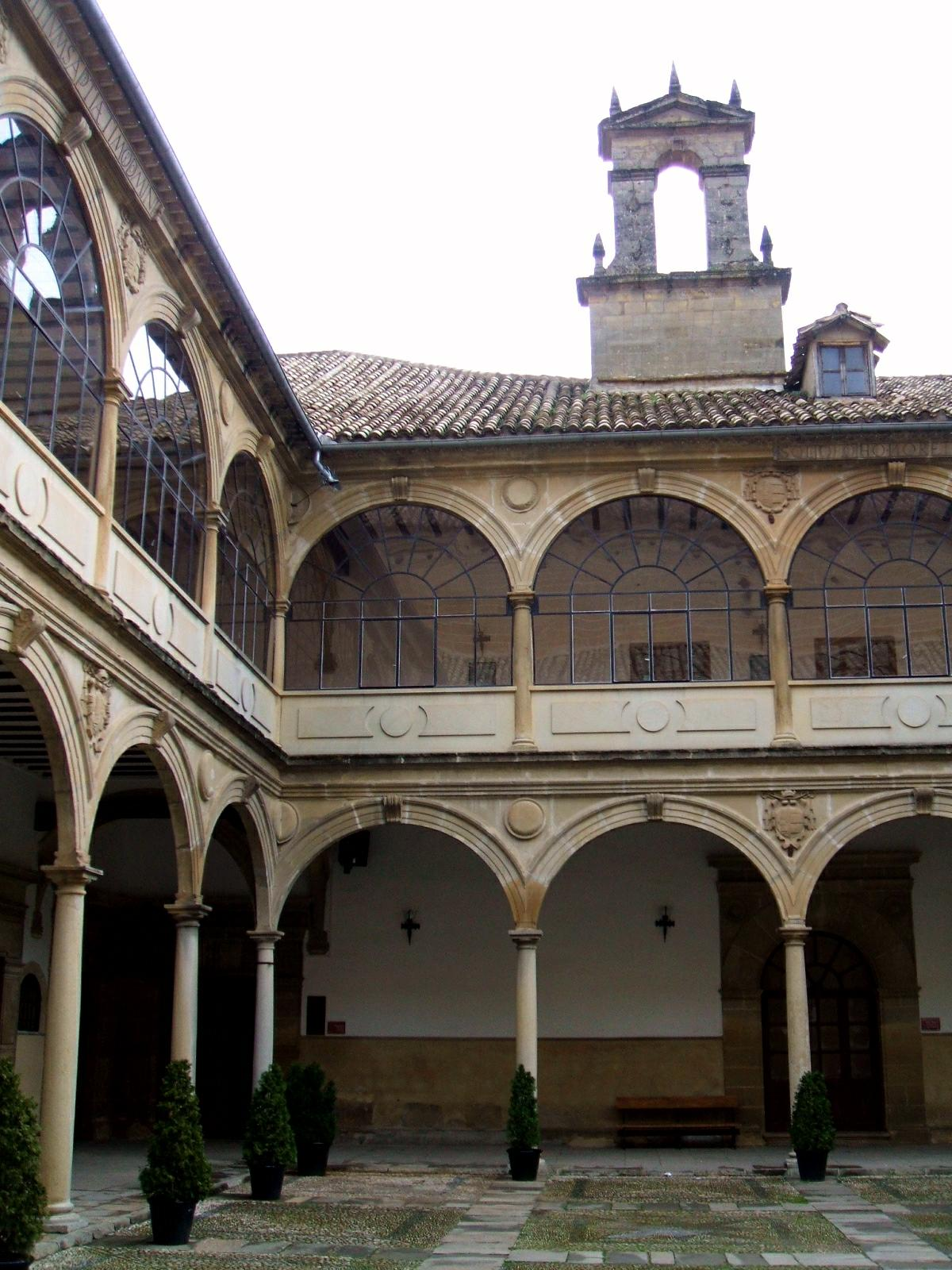
Instituto Santísima Trinidad'' Antigua Universidad de Baeza
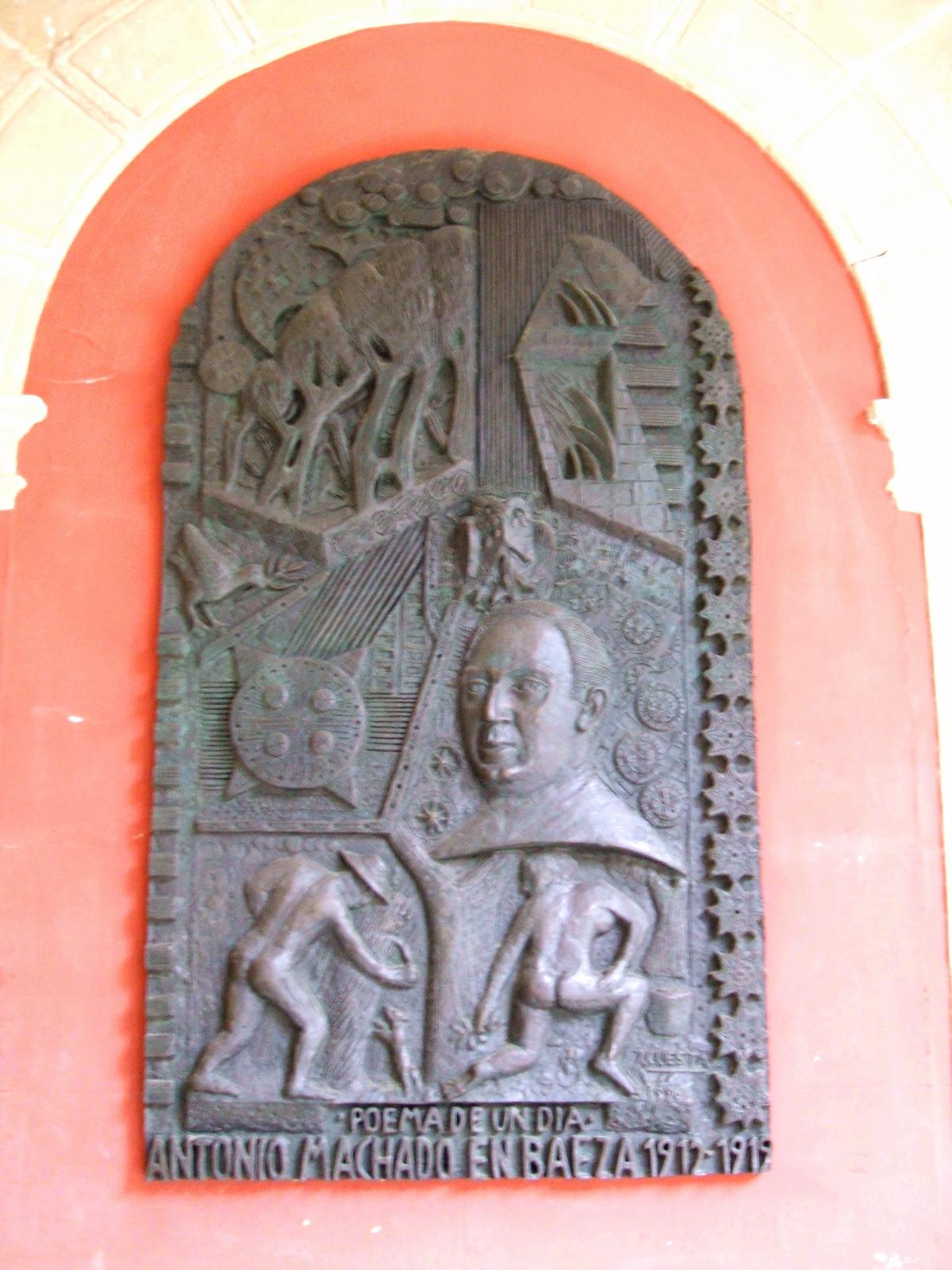
Monumento a Antonio Machado Actual I.E.S. Santísima Trinidad de Baeza
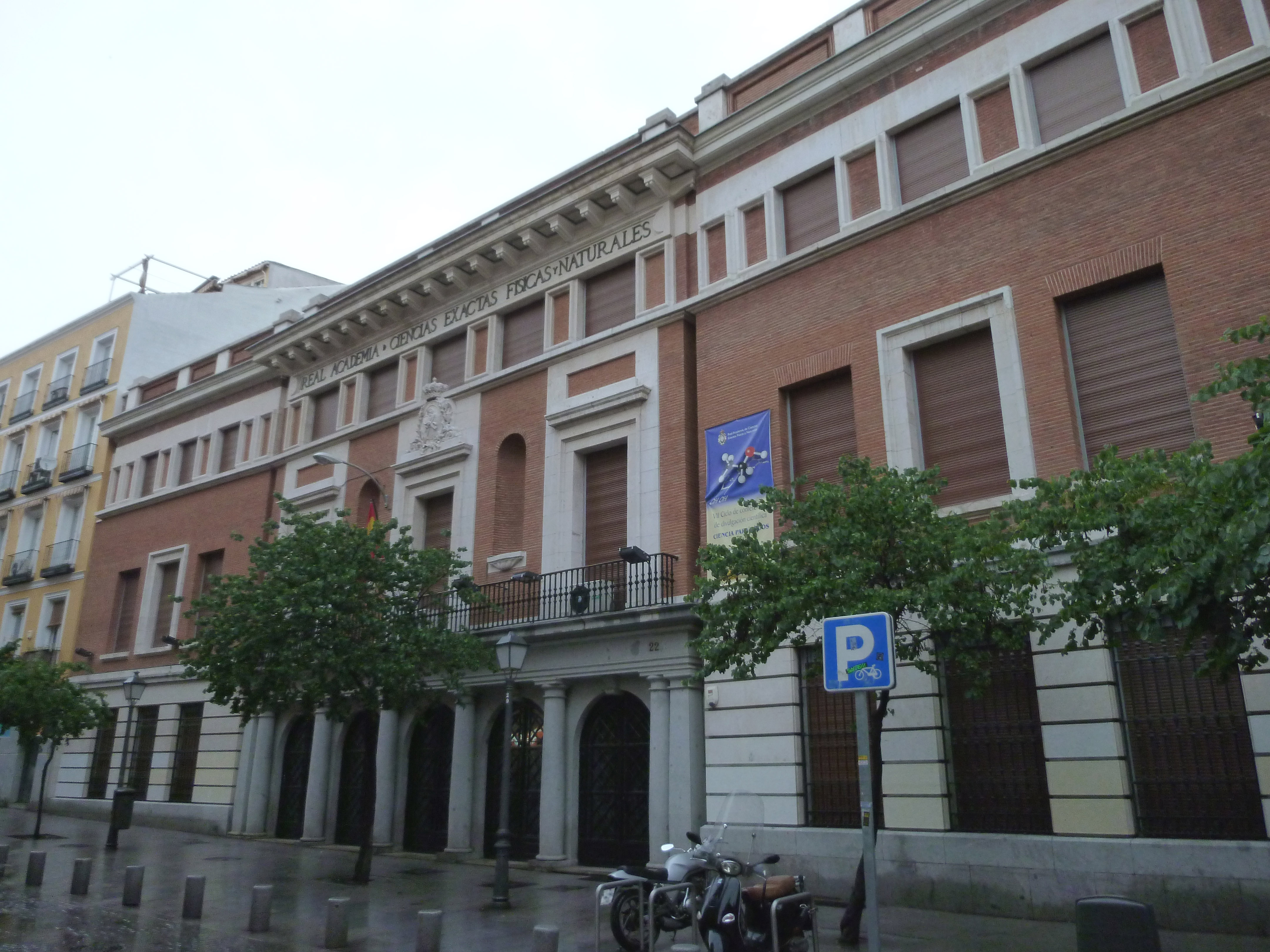
Lugar donde estudió ciencias exactas Facultad de Ciencias de Madrid
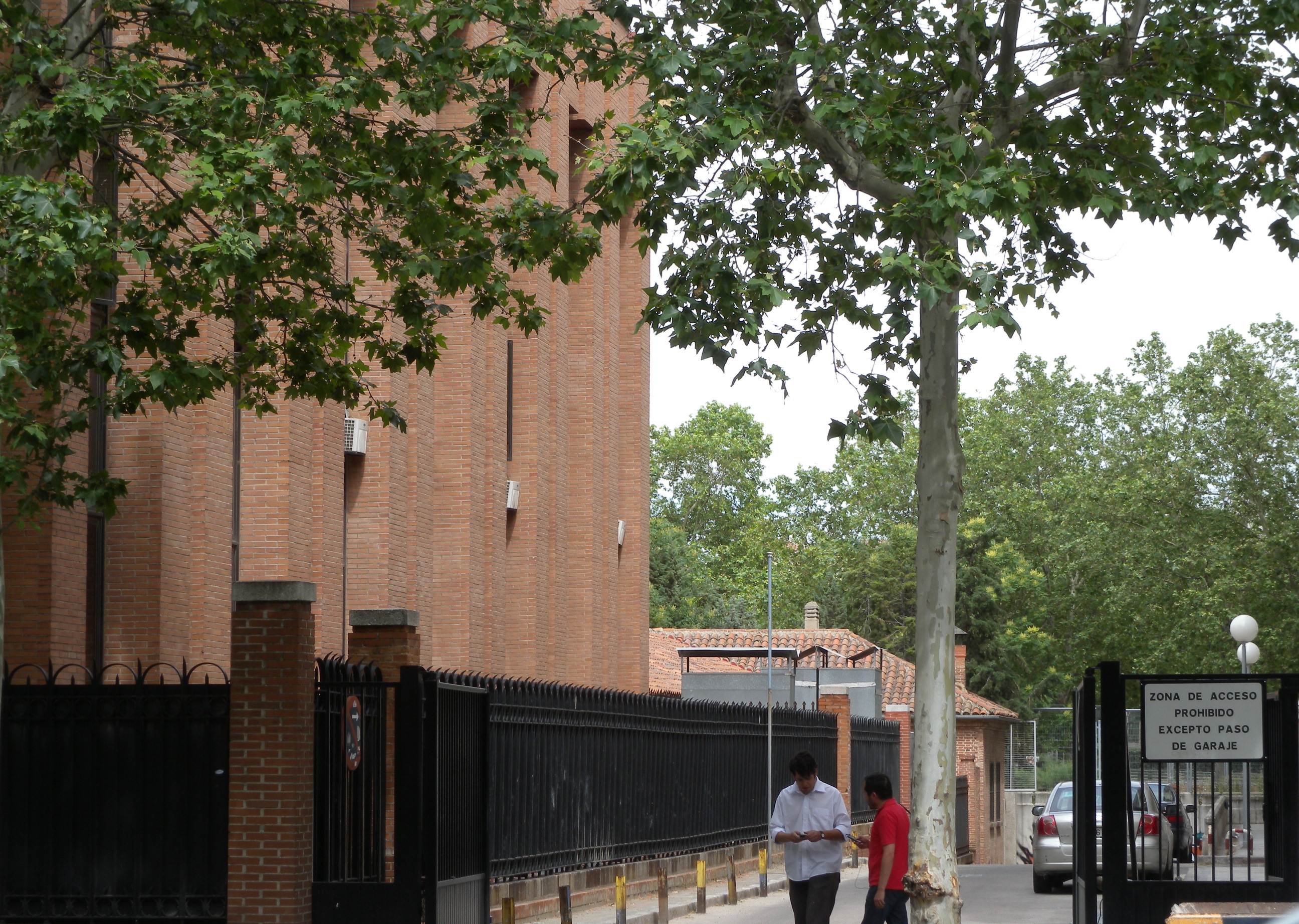
En Madrid se presentó a opositar al Cuerpo de Topógrafos IGNE en Madrid

### Trabajo de topógrafo
Su trabajo de topógrafo le brindó la oportunidad de viajar y conocer prácticamente casi la totalidad de la geografía española y observar de primera mano las ciudades y pueblos, el mundo urbano y rural, sus monumentos, calles y plazas. También en ese recorrido entró en contacto con sus gentes, sus raíces, etc. lo que le motivó para dedicar algunos de sus versos a diversas ciudades y monumentos emblemáticos.
En Madrid tuvo la oportunidad de acceder a las fuentes y fondos del IGN, tanto de cartografía y libros de viajes como a los diccionarios geográficos que se editaron en el siglo XIX por Sebastián Miñano, Pascual Madoz y Rafael del Castillo entre otros, lo que le posibilitó una visión de conjunto de la España de aquel siglo y que luego la contrastó con la de su época, especialmente en esos retratos de sus entrañables tierras, aquellas que más conoció, primero la provincia de Jaén y más tarde la de Palencia. En ellas hizo un recorrido minucioso por sus tierras, sus pueblos y sus gentes en busca de lo añejo, lo rural, con una definición de la historia, las tradiciones y las costumbres al más puro estilo castizo.

## Movimiento literario
A Juan José Cuadros le tocó vivir en una etapa dura: primero la república aunque por su corta edad le pasó desapercibida. Luego, con la guerra civil, todavía muy joven, fue realmente cuando tomó conciencia de lo que sucedía a su alrededor tanto por los motivos familiares por el exilio de su padre a Francia como por los acontecimientos que vivió en el pequeño pueblecito jienense donde residió, como en el ámbito nacional. Todo ello influyó en su obra pero Juan José no quedó encasillado en ningún movimiento literario de la época, ni con la poesía social característica de la generación del 50 también llamada de los «niños de la guerra», ni en ninguna otra. Por todo esto la obra de Juan José Cuadros pasó desapercibida y muy poco conocida.

## Dedicación

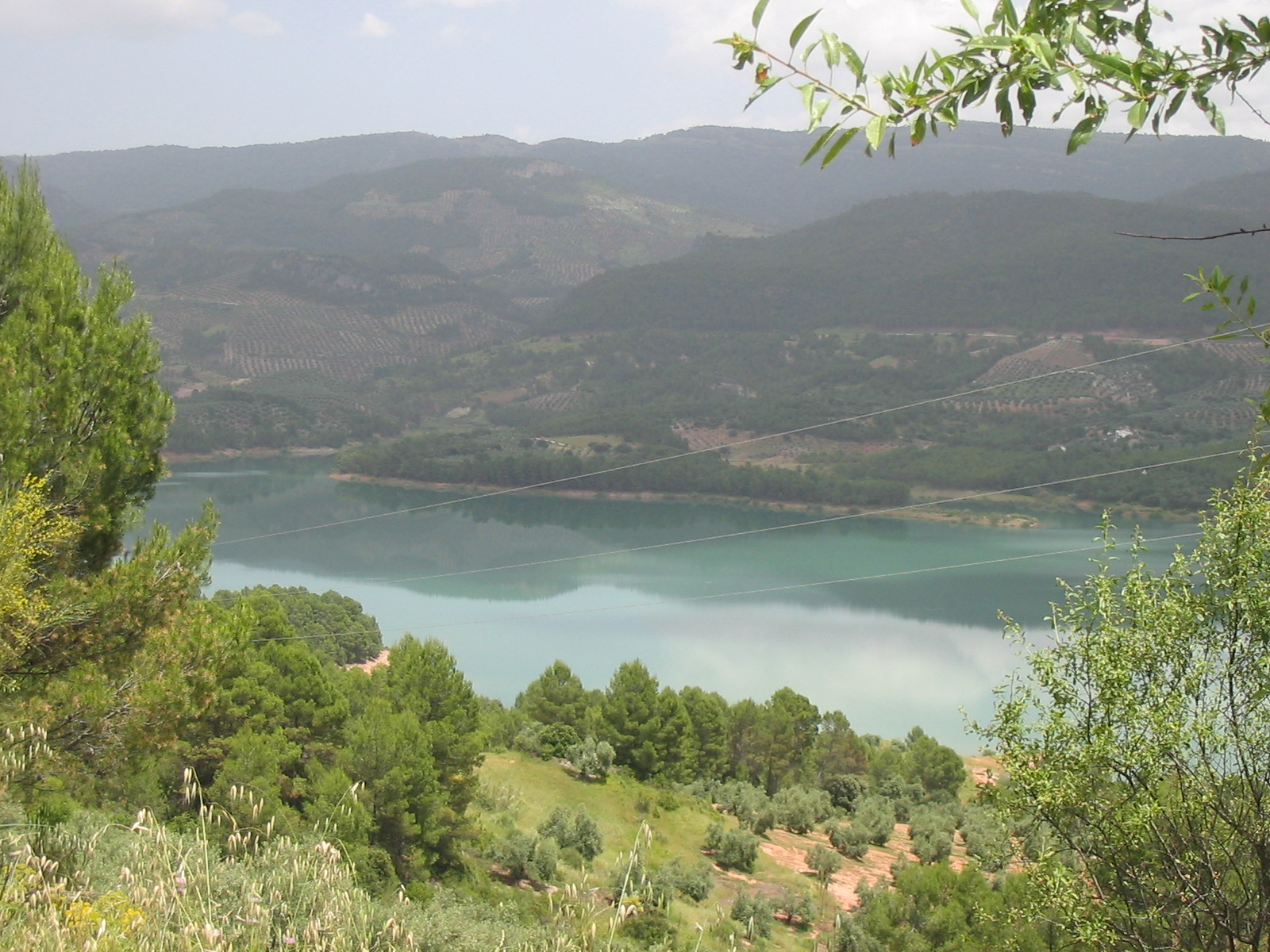
Río Guadalquivir a su paso por la Sierra de Segura (Pantano del Tranco).

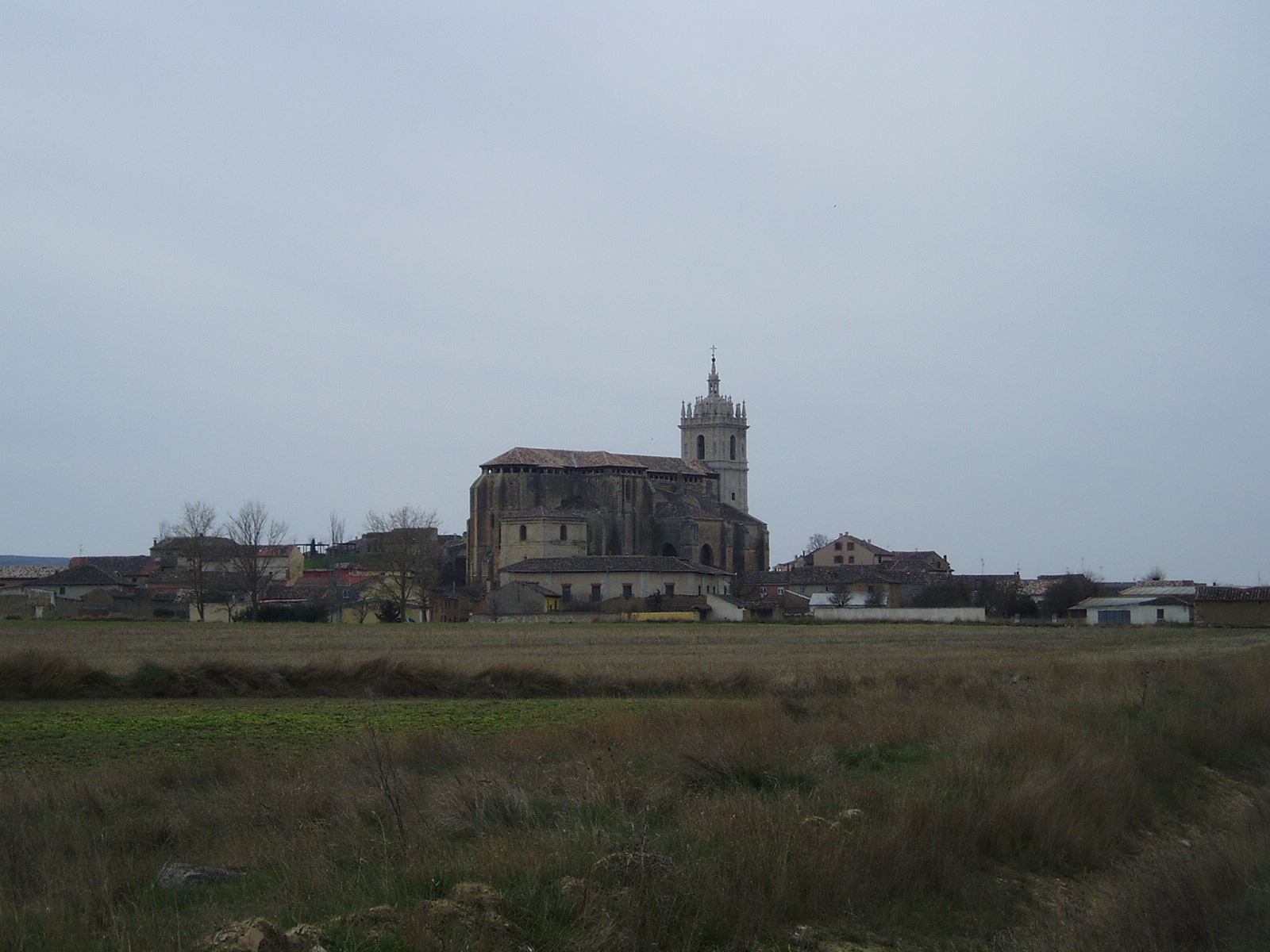
Tierra de Campos. Vista de Támara de Campos.

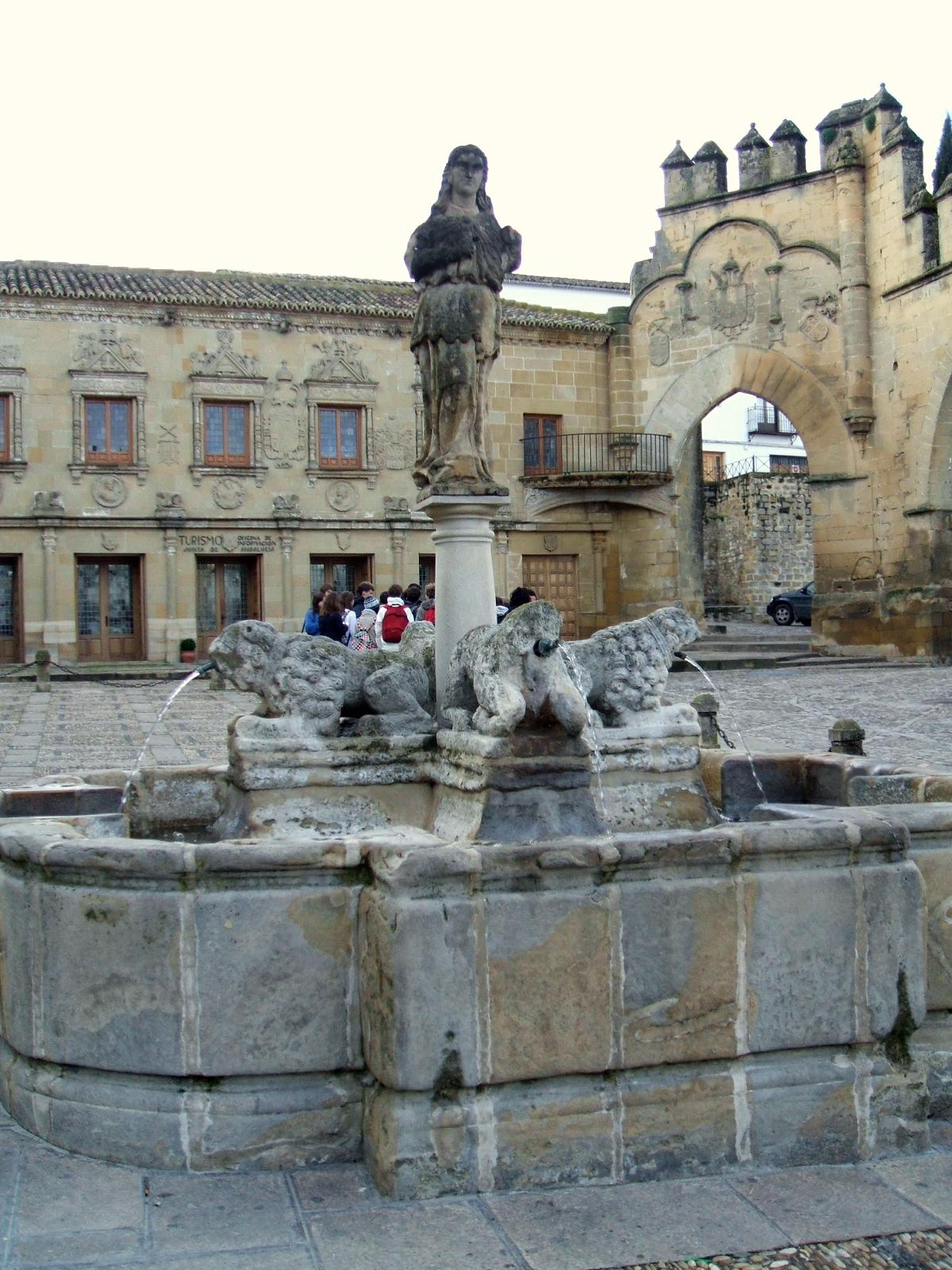
Plaza de la fuente de los leones en Baeza.

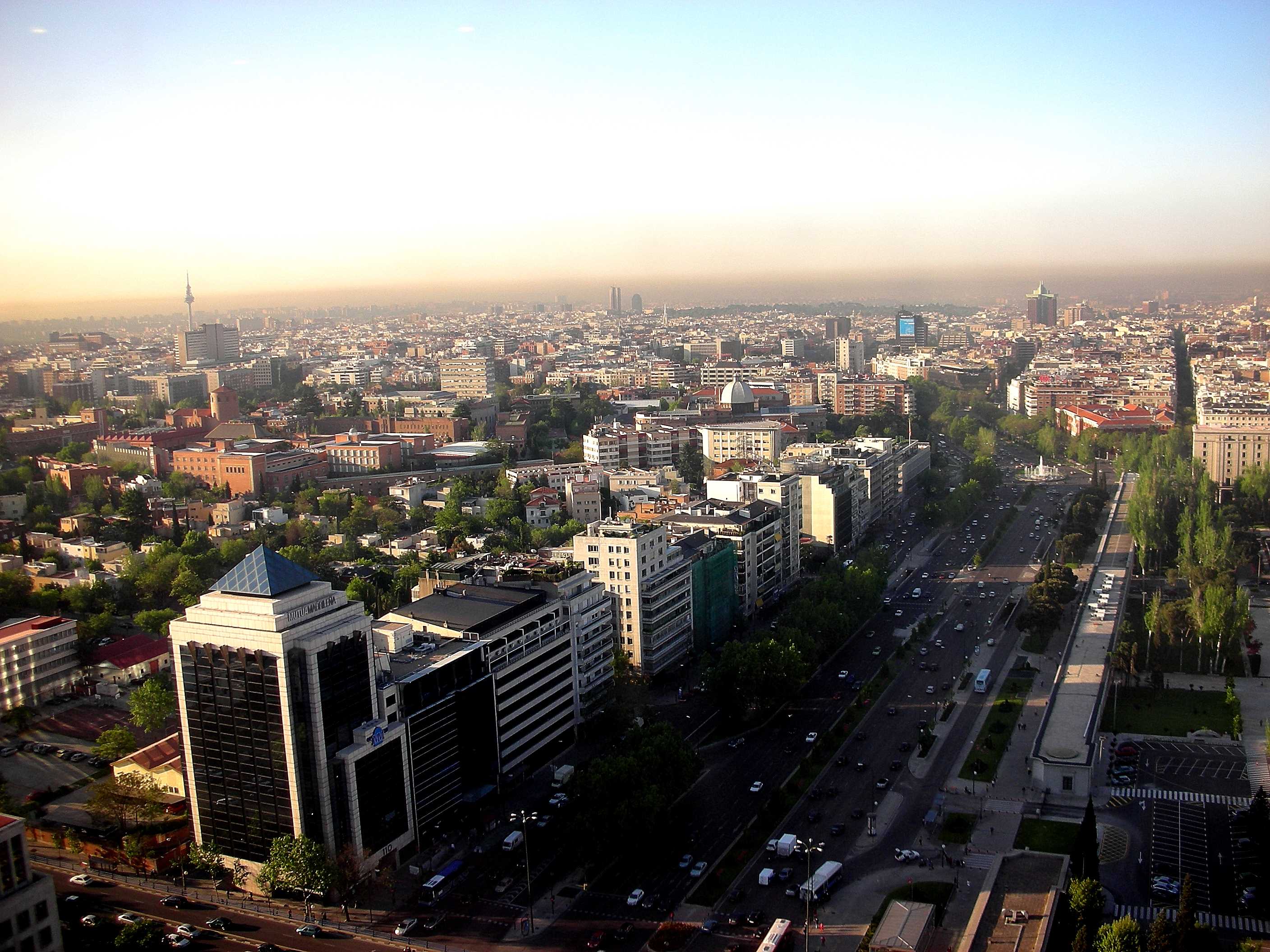
Barrio de Salamanca en Madrid, donde vivió y se inspiró para El libro de La Guindalera.

Alternó el trabajo con su afición a la poesía y la prosa. Para ello tuvo como marco ideal su ciudad natal, Palencia, la adoptiva Beas de Segura y la cultural Baeza y por banderas Tierra de Campos en Castilla y el Guadalquivir en Andalucía. En 1948 comenzó a hacer sus primeras ediciones en prensa. Sus primeros poemas los publicó en el diario Jaén. Se citan a continuación algunos de los más importantes:
- Año 1948: Alto Jaén, los pueblos: Baeza en mi recuerdo, Linares, Andújar, El Guadalquivir, Villanueva, etc.
- Año 1957: Poesía Andaluza.
- Romance a Baeza.
- Romance del navío de piedra.[14]
- 19 de abril de 1959: Guadalquivir: río con vocación giennense. 1.ª parte.
- 12 de mayo de 1959: Guadalquivir: río con vocación giennense. 2.ª parte.
- Año 1960: Cervantes, Antonio Machado y Baeza.

No tardaron en dar fruto sus publicaciones ya que el 20 de junio de 1960 se llevó el premio de «Flor Natural» otorgado por la Dirección General de Primera Enseñanza, dotado con 5000 pesetas, para el mejor trabajo sobre el tema «La virgen y el magisterio» en los Juegos Florales del Magisterio con su trabajo «El juglar», premio que compartió con Rafael Palma. Al llegar a Madrid no tardó mucho en entrar en el mundo literario pues asistió a tertulias, conferencias, cafés, etc. Pronto conoció a Federico Muelas que le prologó su primer libro, Niño sin amigos, también a Gerardo Diego, José Hierro, Vicente Aleixandre o a Ramón de Garciasol, al que le unió una entrañable amistad y dio muy buenos consejos como la motivación por el gusto a los clásicos.
Cuando en 1948 regresó su padre de Francia lo destinaron a Villanueva del Arzobispo, (Jaén), y se instaló allí definitivamente con la familia. Aunque Juan José vivía en Madrid fueron muy frecuentes sus viajes a Villanueva y a Beas. Por esa fecha aparecieron sus primeras poesías en el diario Jaén y, tras la fama obtenida, fue pregonero de las fiestas de Villanueva del Arzobispo el 6 de septiembre de 1960. En el santuario de la Fuensanta de Villanueva, en la entrada junto a la puerta principal, hay grabados unos poemas suyos junto a otros de José María Pemán.
Tras el fallecimiento de su madre Josefina Pérez Ceinos, en febrero de 1958, sintió nostalgia por visitar sus raíces maternas y a partir del año siguiente —1959— entró en contacto de forma asidua con las tierras palentinas. Allí, de la mano de un familiar, pronto hizo amistad con personas de sus mismas inquietudes y así conoció a José María Fernández Nieto y a Marcelino García Velasco que en 1955 crearon la revista Rocamador de la que eran director y subdirector respectivamente. También mantuvo una gran amistad con Manuel Carrión que fue trasladado a Madrid en 1962 para desempeñar el cargo de subdirector de la Biblioteca Nacional. Empezó a publicar poemas en el número 15 de la revista Rocamador con uno titulado Poema de nunca. Estas composiciones eran del más puro estilo castellano salpicado con tinte andaluz. Supo conjugar esa esencia con la visión de aquellos años y con ello creó una rara mezcla que le dio un toque inconfundible. A partir del número 33 pasó a formar parte de la redacción de la revista y en noviembre de 1959 se hizo cargo de la corresponsalía desde Madrid. Daba novedades de los acontecimientos literarios que se manifestaban en la capital y dejaba constancia de ellos en unas cartas con el seudónimo de Martín de Fromista.
En realidad esas cartas fueron una crítica literaria de los propios movimientos literarios madrileños y de las novedades que salían por esas fechas en la capital. Estaban relatadas en un castellano antiguo con un toque muy personal y para ello contó con la estimable ayuda de Manuel Carrión desde su cargo en la Biblioteca Nacional. La colección Rocamador se inició con su primera publicación en el verano de 1961, con el título Navanunca. A partir de ahí fueron continuas las publicaciones junto a los más destacados poetas de aquella época.

Tuvo que venir, pues, el elemento vivicador, el empuje juvenil de Marcelino Velasco García, la inquietud pictórica de Rafael Oliva y, posteriormente la sabiduría poética de Manuel Carrión para que mis inquietudes resucitaran sintiéndose regeneradas con la nueva savia... El grupo... estuvo integrado por los ya citados, aunque muy pronto le dieron calor desde fuera Juan José Cuadros, Rafael Palma y Justo Guedeja Marrón, como una trilogía de entusiastas poetas que desde Madrid prolongaron el eco y la proyección poética de la revista
José María Fernández Nieto.

La farmacia
Maruja, su mujer, regentaba una farmacia en la calle Pilar de Zaragoza de Madrid donde tenían lugar numerosas tertulias. Otros poetas también eran farmacéuticos y así compaginaban su trabajo con la poesía como Federico Muelas que tenía una farmacia en la calle Gravina de Madrid. En su rebotica —a la que llamaba el Ateneo— se daban cita, entre otros, Camilo José Cela, Gerardo Diego, etc y Rafael Palma tenía otra en la calle Gaztambide de Madrid donde se reunían también en tertulias. El mismo José María Fernández Nieto era farmacéutico en Palencia y tal cantidad de farmacéuticos-literatos fue el motivo por el que en 1974 se creó una «Asociación Española de Farmacéuticos de Letras y Artes» (AEFLA) que se inscribió el 15 de abril de 1974 y nombraron presidente Federico Muelas y vicepresidente Rafael Palma.
...Y poesía, cada día
En la década de 1970 aparecen sus poemas en el periódico ABC, en la sección ...Y poesía, cada día, con variados poemas como: Soria, Palencia, o dos poemas, uno en relación con el corral de comedias de Almagro y el otro en alusión a los cómicos. A los grandes poetas como Quevedo, a Lope de Vega Homenaje al Marqués de Santillana titulado Razón para el Marqués. Homenaje a Góngora Glosa a Don Luis, Fusilamientos de la Moncloa.
A finales de la década de 1950 formó un círculo cultural con poetas palentinos que le aportaron fulgor en su vida poética. Colaboró incesantemente en la revista Rocamador pues su director José María Fernández Nieto animó a Juan José Cuadros para escribir sus poemas, pensamientos y críticas en la que fue la revista con mayor estimación de los años 1960. Con el libro Navanunca nació la colección Rocamador.

## Obra

### Influencia
El traslado a Baeza en 1941 pronto resultó objeto de admiración al seguir viva la figura de Antonio Machado tanto que se recitaban semanalmente poemas suyos y algunos de ellos se le quedaron grabados en la memoria. Machado sería la base o el inicio de esa afición por la poesía.
Juan José se sintió muy identificado con Jorge Manrique y la similitud de coincidencias entre ambos poetas se hace palpable como él mismo advertía. Comparaba sus primeros años en la Sierra de Segura y su traslado a la prisión de Baeza con su internado en el instituto de esa ciudad. Por otro lado, el apellido materno su mujer y el Guiomar, esposa de Jorge Manrique eran Ayala.

### Evolución
Su evolución poética se desarrolló paulatinamente y buscó la perfección en las letras por lo que recurría a una abundante lectura de los clásicos y al casticismo del castellano del que sacaba su pureza y dejaba de lado los modernismos propios de la evolución del lenguaje. Con la publicación de Navanunca en el número uno de la colección Rocamador y más tarde El Asedio empezó a despegar literariamente, dándole otro realce y visión a su obra que transformó las que publicó posteriormente.
Su llegada a Madrid significó el inicio de esa maduración poética en su obra. Esto se debió fundamentalmente a los grandes recursos que ofrecía la capital y a las amistades y relaciones con otros poetas, una de ellas era Ramón de Garciasol, gran amigo suyo y de la familia del cual tuvo un buen aprendizaje con su experiencia e innumerables consejos que le dio. Pronto entró en contacto con poetas madrileños y en especial palentinos y al formar parte de la revista Rocamador fue el momento en que alcanzó esa madurez. En su ambiente fue considerado como un poeta de la segunda generación de la postguerra. Sus obras se reparten entre la poesía y la prosa.

### Poesía
Su poesía es original, con un estilo personal muy logrado, expresando sus sentimientos que trasmite con gran soltura. Es indeciso en los principios de su etapa poética pero poco a poco perfeccionó su cualidad, calidad y habilidad en sus escritos en los que manejaba un lenguaje culto y rico, a la vez sencillo y ameno. Dejó marcada una trayectoria aparejada a una técnica cada vez más admirable.
Ramón de Garciasol lo describe como «una rama andaluza salida del tronco manriqueño».
- Niño sin amigos (Colección Ababol. Madrid, 1959). Prólogo Federico Muelas.
- Aquí se dice de un Pueblo (Colección Ababol. Madrid, 1960).
- Navanunca (Colección Rocamador. Palencia, 1961).
- El Asedio (Colección Rocamador. Palencia, 1963).[29]
- Recado de buen amor (Editora Nacional. Madrid, 1968).[30]
- Memoria del camino (Colección “Provincia”, de poesía. León, 1975) Premio Antonio González de Lama, 1974.[31][32]
- Vuelta al Sur (Colección Adonais. Madrid, 1977).[33]
- Los últimos caminos (Hiperión. Madrid, 1984). Premio de poesía Antonio Camuñas, 1983.[34]
- El único camino (Ediciones Endymion. Madrid, 1991).[35]
- Caminos (Antología poética) (Ediciones Endymion. Madrid, 1993). Es una obra póstuma editada con motivo del homenaje que se le rindió en Palencia el 16 y 17 de abril de 1993 por parte del grupo de poesía Astrolabio, Rocamador y el ayuntamiento de Palencia. Introducción y selección de César Augusto Ayuso.

### Prosa

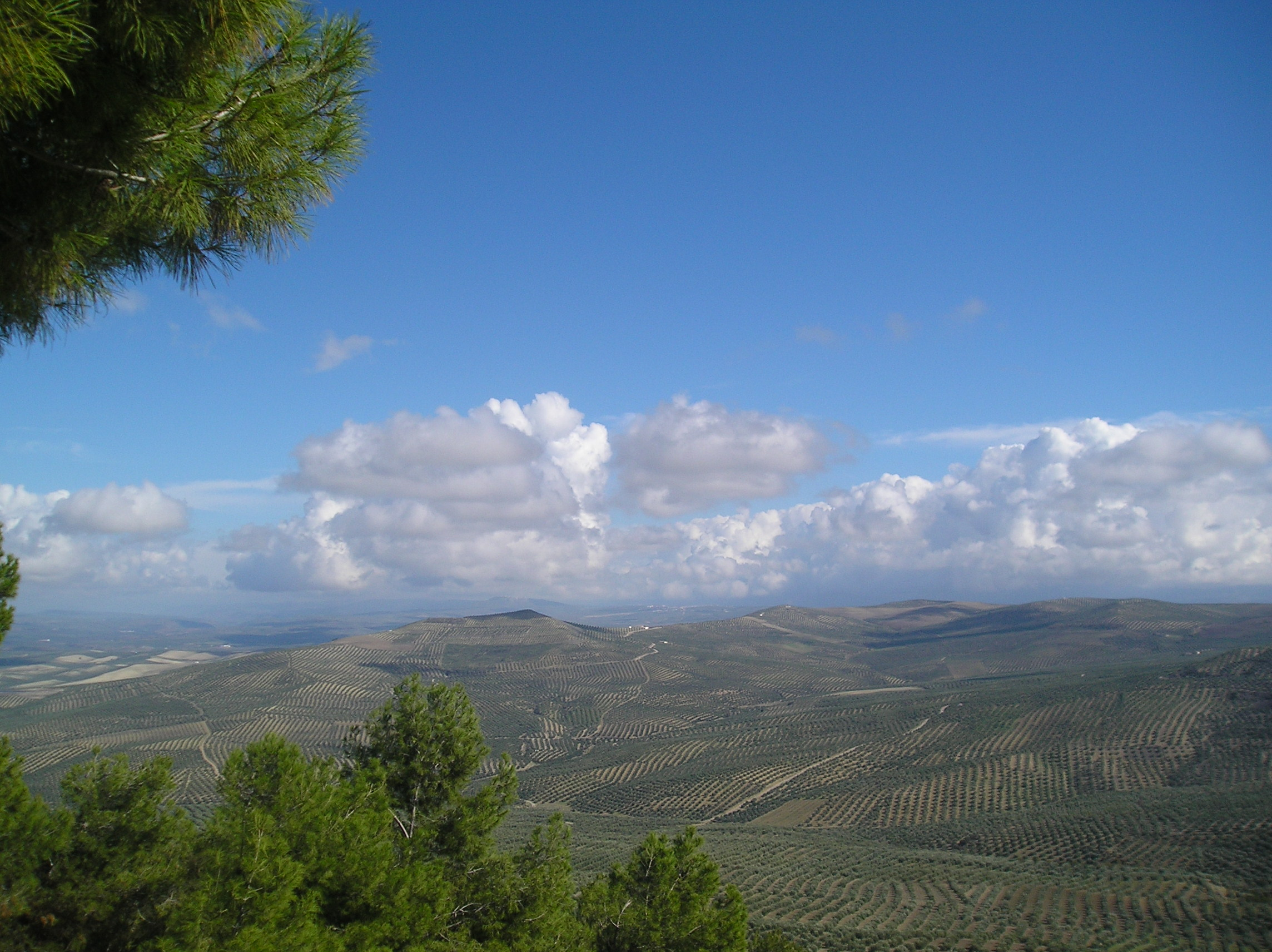
La Loma de Úbeda (vista desde Sabiote), fruto de inspiración para su libro Por los cerros de Úbeda.

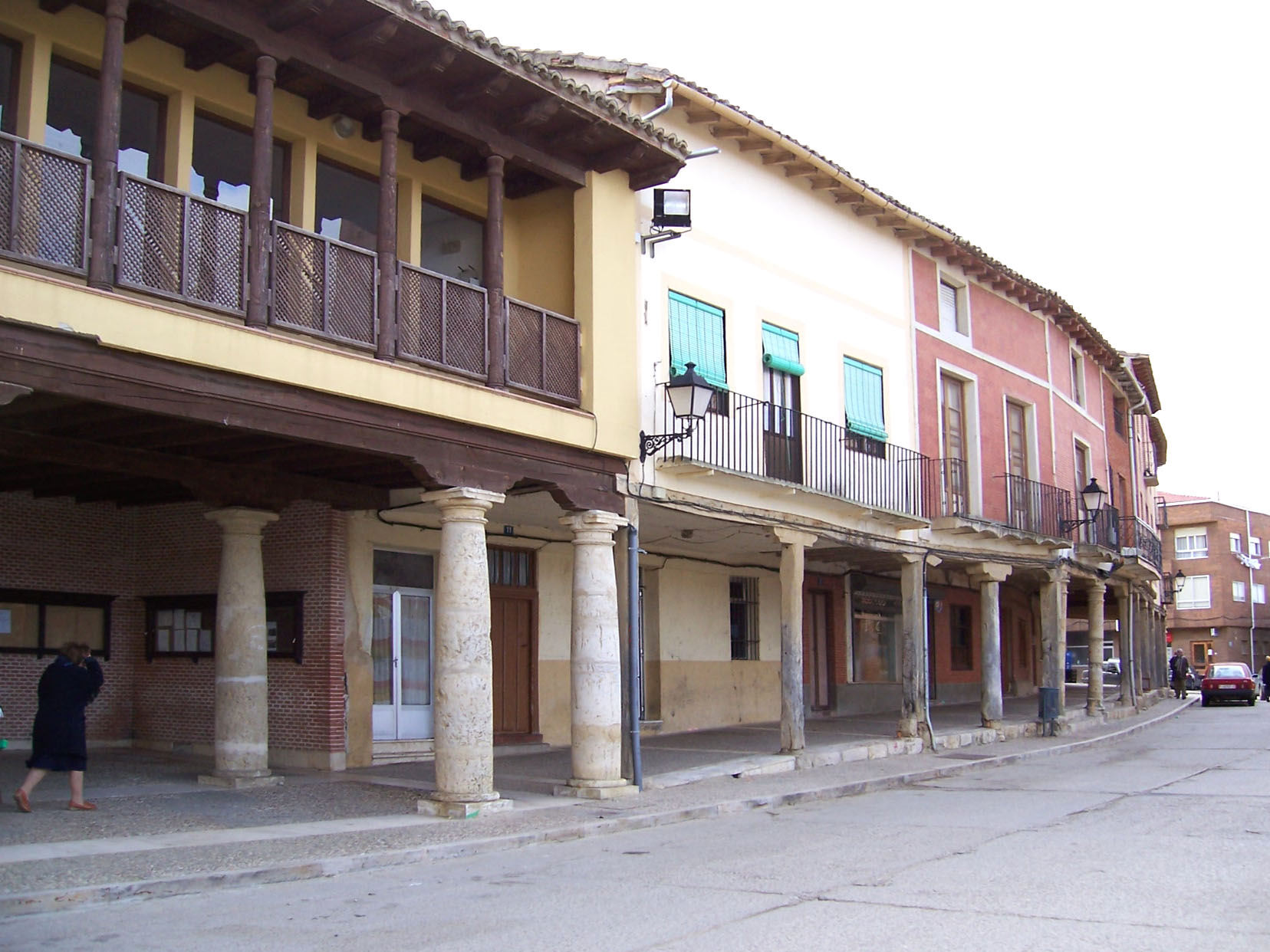
Soportales en una calle de Becerril de Campos (Palencia), uno de los pueblos que aparecen en su libro Por tierra de pan amar.

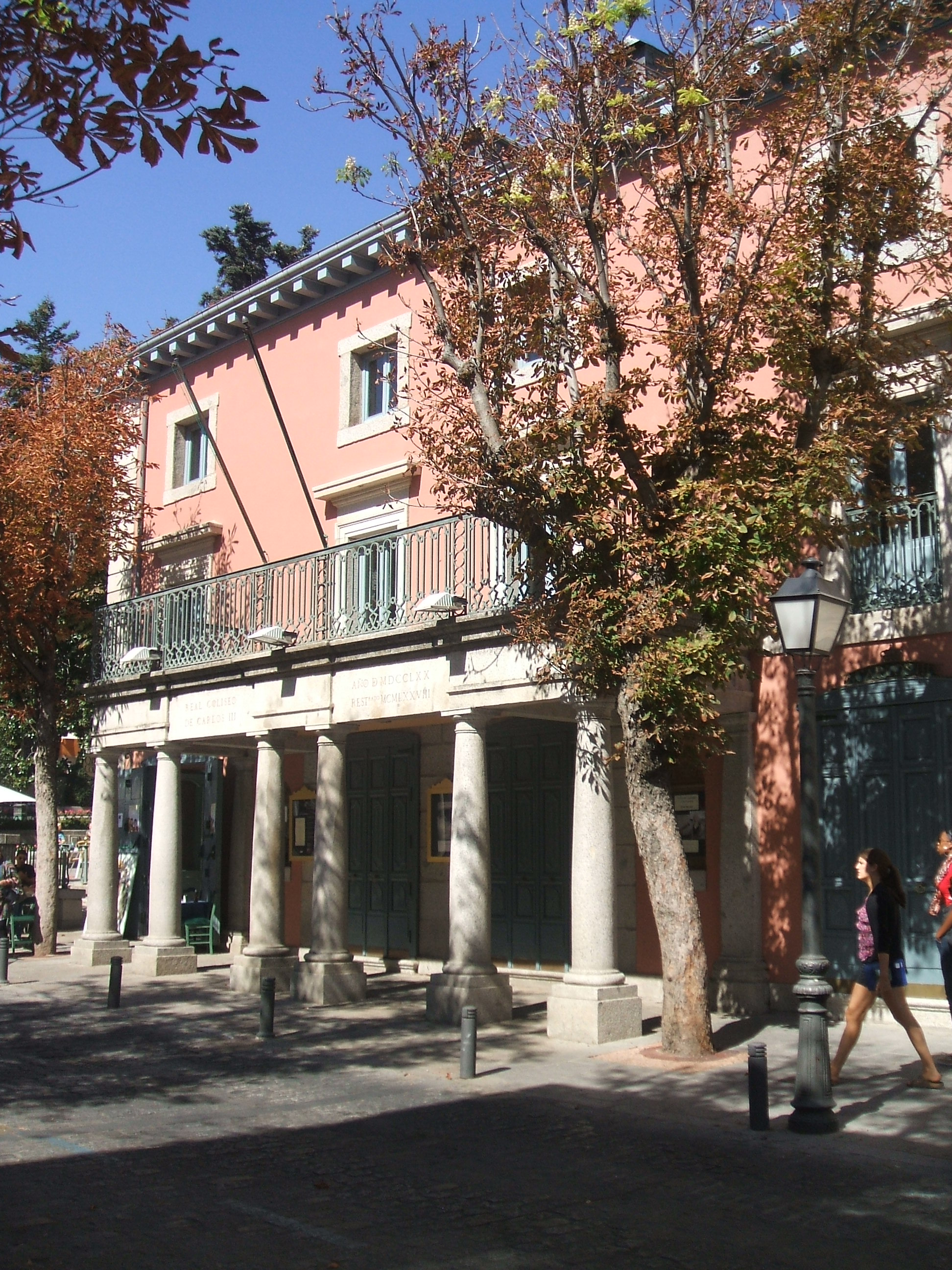
Teatro Real Coliseo de Carlos III de San Lorenzo de El Escorial.

Su trabajo como topógrafo le llevó a conocer de primera mano la geografía española, por lo que muchas de sus obras versan sobre lugares de toda España y con especial interés sobre las provincias de Palencia y Jaén. Su prosa es de lectura amena, tan expresiva que envuelve al lector en el espacio en que la describe dándole luz al paisaje y al paisanaje. Es considerado por algunos como el «poeta de los caminos» que, con su mochila al hombro, no deja de asombrar con los más mínimos detalles. Era un andariego infatigable y su lento caminar le brindaba la ocasión de conocer la historia de los pueblos, de sus gentes y de los lugares más recónditos por donde pasaba. En sus relatos siempre aparece su amigo de caminos D. Martín, «que es un viejo amigo del andariego, y con el que se ha encontrado más de tres o cuatro veces a lo largo de sus andanzas y peregrinaciones».
La intrahistoria, voz introducida por Miguel de Unamuno, está muy presente en la obra de Juan José Cuadros y de ese modo quiso revivir aquella historia perdida de los pueblos donde solo quedan algunos resquicios en los más ancianos. César Augusto Ayuso define así su prosa:

«jugosa, desinhibida, muy creativa en su léxico, nada severa y erudita, más bien conversacional, distendida, hasta pintoresca a veces».

Se han publicados cinco libros suyos de este género y, al menos, otras cuatro o cinco obras de bosquejos y borradores a la espera de ser publicados.
- Viaje a la Sierra de Segura (MOPU. IGN. Madrid, 1990, 2015).[10]
- El libro de La Guindalera (Ediciones Endymion. Vda. de J. J. Cuadros. Madrid, 1992).
- Por los cerros de Úbeda (Universidad de Jaén. Jaén ,1998). Prólogo de Vicente Oya Rodríguez.
- Tiempo rescatado (Ediciones Endymion. Madrid, 1999).
- Por tierra de pan amar (Ediciones Cálamo. Palencia, 2000). Introducción de César Augusto Ayuso.
- Viaje a la Sierra de Segura (Editorial CNG, 2015)
- Andanza sevillana (Editorial CNIG, 2018).
- Nuevo andar palentino (Editorial CNIG, 2020).[38]

### Otras publicaciones
- En torno a una elegía: verte o no verte, de Rafael Alberti (Cuadernos hispanoamericanos. n.º 202 - octubre de 1966).[39]
- Claro favor (Editorial Club de Prensa. Barcelona, 1966). Varios autores.
- Castilla en la poesía (Asociación de amigos del Real Coliseo de Carlos III. Primer acto cultural. San Lorenzo de El Escorial, Madrid, 9 de marzo de 1980).
- Unas cuantas palabras para hablar de Miguel («Tertulia Literaria. Confesión de Autor», San Lorenzo de El Escorial, 4 de agosto de 1989). Homenaje a Miguel Alonso Calvo, con el seudónimo de Ramón de Garciasol.
- Inéditos (publicado el 16 de abril de 1993 en Palencia, homenaje al poeta).
- Árbol del Paraíso (segunda publicación de la serie Cuatro Cantones, que edita la Fundación Juan Manuel Díaz-Caneja bajo la dirección de Julián Alonso. Dedicada a Juan José Cuadros. Palencia, febrero de 2008. Prólogo de Eugenio Cobo.[40][41]

- Al amor de los clásicos (Diputación de Palencia, Palencia, 2008). Edición y prólogo de César Augusto Ayuso.[42]

## Tertulias literarias
- El 11 de noviembre de 1961, Juan José Cuadros hizo lectura del libro La ciudad dormida en la casa de Córdoba en Madrid, sita en la calle Víctor de la Serna n.º 30.[43]
- El 19 de febrero de 1964, en el Círculo Mercantil de Madrid, hizo lectura de En torno a una elegía sobre Verte y no verte de Rafael Alberti.[44]
- El 9 de abril de 1975, presentó en el aula de poesía del Ateneo de Madrid el libro Memoria del camino.[45]

- En septiembre de 1987, participó en una tertulia en San Lorenzo de El Escorial en homenaje a Gerardo Diego con la presencia además de Carlos Rodríguez-Spiteri, Ramón de Garciasol y la coordinación de Manuel Andújar y Manuel Sánchez.[46]

| style="background-color:#D8BFD8; border:; padding-left:5px;">Obras publicadas por Juan José Cuadros Pérez |
| --- |
| Poesía - Portada del libro Niño sin amigos (1959) - Interior del libro Niño sin amigos (1959) Sello de la censura - Portada del libro Aquí se dice de un Pueblo (1960) - Portada del libro Navanunca (1961) - Portada del libro El Asedio (1963) - Portada del libro Recado de buen amor 1.ª edición (1968) - Portada del libro Memoria del camino (1975) Premio González de Lama 1974 - Portada del libro Vuelta al Sur (1977) - Portada del libro Los últimos caminos (1983) - Portada del libro Recado de buen amor (1986) Premio de poesía Antonio Camuñas 1983 - Portada del libro El único camino (1991) - Portada del libro Caminos (Antología poética) (1993) - Portada del libro Árbol del Paraíso (2007) Prosa - Portada del libro Viaje a la Sierra de Segura (1990) - Portada del libro El libro de La Guindalera (1992) - Portada del libro Por los cerros de Úbeda (1998) - Portada del libro Tiempo rescatado (1999) - Portada del libro Por tierra de pan amar (2000) Ensayo - Portada del libro Al amor de los clásicos (2008] |

## Homenajes a otros poetas
- En 1977 con motivo del V centenario de la muerte del maestre Rodrigo Manrique se realizaron unos actos en la casa de Palencia de Madrid, con las «Coplas a la muerte de su padre» de Jorge Manrique en los que intervino Juan José Cuadros, con «El quehacer literario del tiempo», donde analiza la producción literaria de España.[47]

- En 1979, intervino en la apertura del año manriqueño celebrado en el Ateneo de Madrid, que organizó la academia conquense de artes y letras, cuya conferencia estuvo a cargo de Florencio Martínez Ruiz.[48]

- El 4 de agosto de 1989, tomó parte en la tertulia literaria que se celebró en San Lorenzo de El Escorial, con motivo de un homenaje a Ramón de Garciasol.

## Homenajes póstumos
A partir de su fallecimiento acaecido el 27 de mayo de 1990 fueron varios los homenajes que recibió el poeta:
- El 19 de septiembre de 1991, en el Ateneo de Madrid, se celebró un homenaje póstumo a Juan José Cuadros con la participación de Fernando Beltrán, José Luis Fernández Trujillo, Antonio Hernández, José Hierro y Mariano Roldán.[49]

- En abril de 1993, el grupo de poesía Astrolabio, el grupo poético Rocamador y la biblioteca pública de Palencia hicieron un homenaje que concluyó con la publicación del libro: Caminos, donde se incluían tres poemas Inéditos, publicados también, el 16 de abril de 1993.[50]

- En 1996, con motivo de una recepción pública en el salón de actos del palacio de la Diputación Provincial de Palencia, el 30 de mayo de 1996, tuvo lugar un discurso del académico electo Marcelino García Velasco: Lo social y lo político en la poesía de Juan José Cuadros. El discurso de contestación estuvo a cargo de Casilda Ordóñez Ferrer, académica numeraria de la Institución Tello Téllez de Meneses.[51]

- En 1997, el ayuntamiento de Palencia, con fecha 21 de marzo, inauguró una calle de Palencia con el nombre de «Juan José Cuadros».[36]

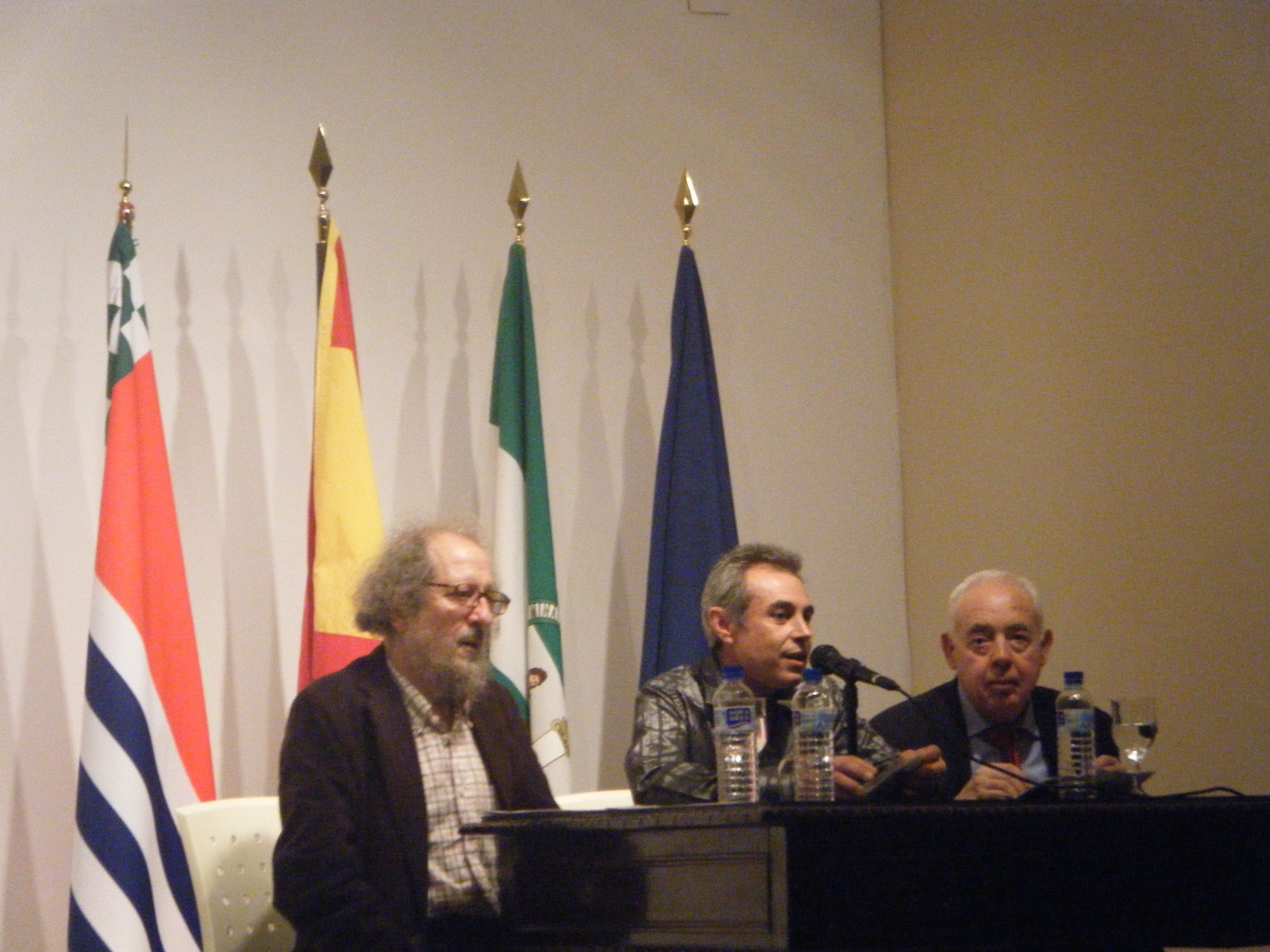
Acto poético-cultural en homenaje a Juan José Cuadros, celebrado en Beas de Segura (Jaén) el 12 de junio de 2010. (De izquierda a derecha: Eugenio Cobo, Miguel Mellina y Vicente Oya Rodríguez).

- En 2006, el Ayuntamiento publicó una guía de Palencia con los textos poéticos de reconocidos escritores que habían ensalzado la ciudad a través de la palabra, que se estructuró en tres partes, tituladas Agua, Cielo y Piedra. La primera estaba dedicada prácticamente al río Carrión y a sus aledaños y puentes, donde aparece un poema de Cuadros, titulado Del Puente de Hierro.[52]

- En febrero de 2008, la serie Cuatro Cantones, que editó la Fundación Juan Manuel Díaz-Caneja bajo la dirección de Julián Alonso, publicó una antología titulada El árbol del paraíso con prólogo de Eugenio Cobo, estudioso de Cuadros, que ha recogido la biografía del poeta, aún sin editar.[53]
- En 2008, la Fundación Instituto Castellano y Leonés de la Lengua organizó el Congreso Poetas Palentinos del siglo XX en colaboración con el ayuntamiento y diputación de Palencia. Y otro que tuvo lugar el 8 de octubre en el Centro Cultural Provincial, trató sobre la poesía de la disidencia (Cuadros, Boso, Carriedo).[54]

- El 12 de junio de 2010, con la colaboración de la concejalía de cultura del ayuntamiento de Beas de Segura y con la asistencia de su hija Almudena, se celebró en el salón de actos de la casa de la Cultura un acto poético cultural en homenaje a Juan José Cuadros, con motivo de la rememoración de los 20 años de su fallecimiento. Intervinieron: Vicente Oya Rodríguez, Eugenio Cobo, José María Lozano Cabezuelo, Juan José Guardia Polaino y Natividad Cepeda, coordinado por Miguel Mellina.[55]

- El 5 de febrero de 2013, la diputación de Palencia presentó el libro de Palencia, Palabra y Luz, en el que se recogen poemas de 76 escritores, entre los que figura Juan José Cuadros. En marzo de 2013 se presentó a su vez, una exposición del libro en la sala de exposiciones cedida por Caja de España de Palencia, donde se expusieron 44 fotografías de 44 fotógrafos, ilustradas con los poemas de los 76 autores.[56]